# Po stopách Karla Havlíčka Borovského
Po stopách Karla Havlíčka Borovského je název naučné stezky, která vede okolím Batelova. Pojmenována je na počest Karla Havlíčka Borovského, který v Batelově a v okolí v mládí často pobýval. Na nedalekém Vršku pak napsal řadu básní, mezi nimi i jednu nazvanou Dumka na batelovském Vrchu. Cestou do Brixenu muselo být v batelovské kovárně opraveno kolo kočáru, takže Havlíček měl ještě čas se zde setkat s farářem Janem Slavíkem. Celková délka trasy je cca 4,5 km a nachází se na ni 10 zastavení.

## Vedení trasy
Trasa začíná v Batelově u bývalé synagogy. Odtud vede Dlouhou ulicí, za starým zámkem, zámeckým parkem, přes řeku Jihlavu, kolem Zámeckého rybníka, za kterým se stáčí doprava k vlakovému nádraží. Následně pokračuje asi 400 m podél trati, poté se stáčí doprava zpátky k Jihlavě, přes parkoviště a doprava Tovární ulicí k autobusové zastávce Batelov, Motorpal. Tady se napojuje na silnici II/402, dává se doleva, asi po 400 m silničkou doprava a po lesních cestách obchází Vršek, aby se přes zahrádkářskou kolonii vrátila do Batelova. V Batelově ústí na Lovětínskou ulici, dává se doprava a po chvíli doleva do ulice Pod Pařízkem, kterou prochází na náměstí Míru s kostelem sv. Petra a Pavla, kde končí.

## Zastavení
- Stará židovská synagoga
- Zámecký park
- Lipová alej
- Starý hamr
- Cesta do Mukařky
- Grázlovna
- V lipkách
- Tři kříže
- Velký kámen s Havlíčkovou pamětní deskou
- Kostel sv. Petra a Pavla s farou